# گور جمعی

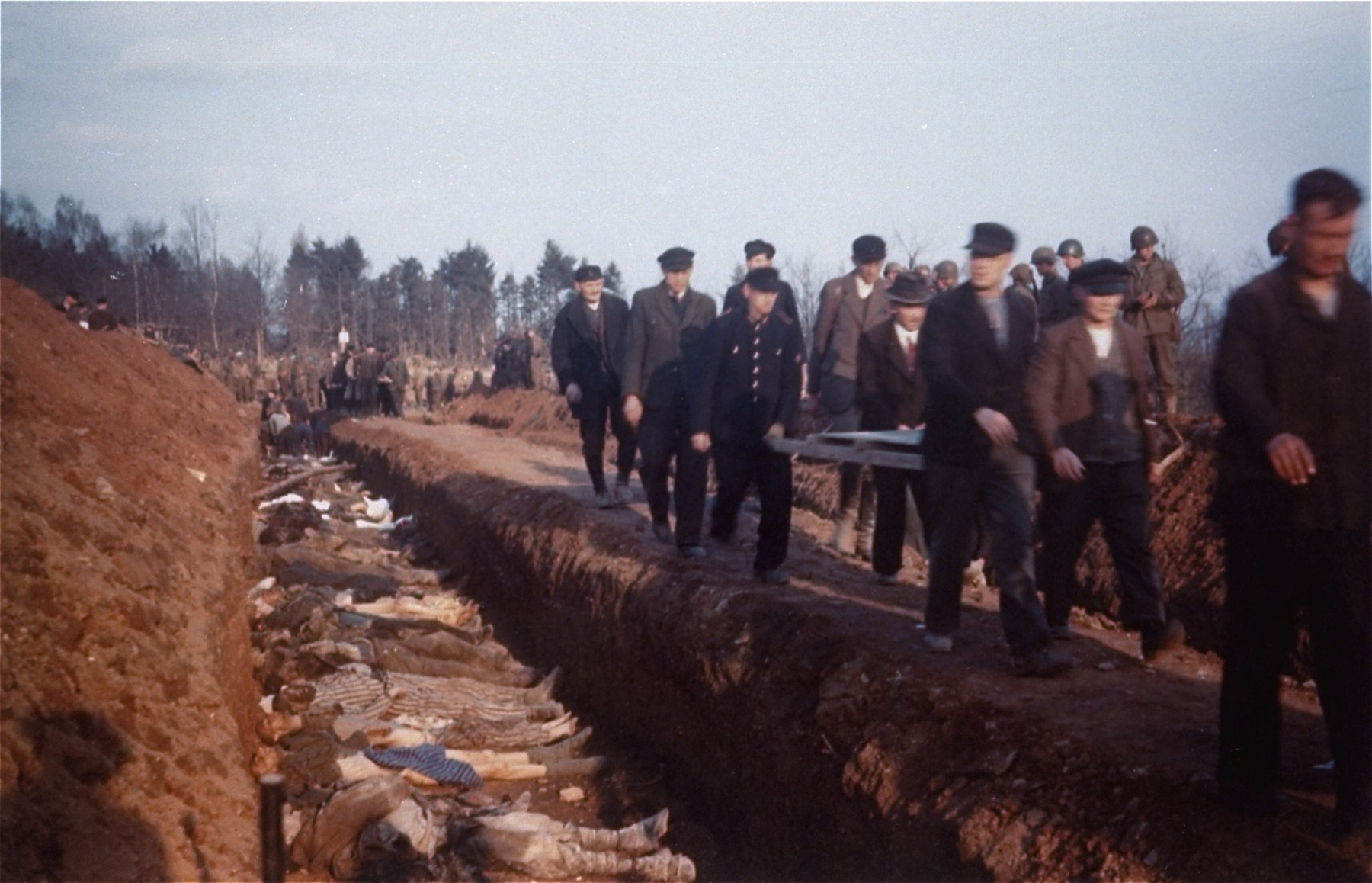
دفن مردم آلمانی کشته‌شده در جریان جنگ جهانی دوم

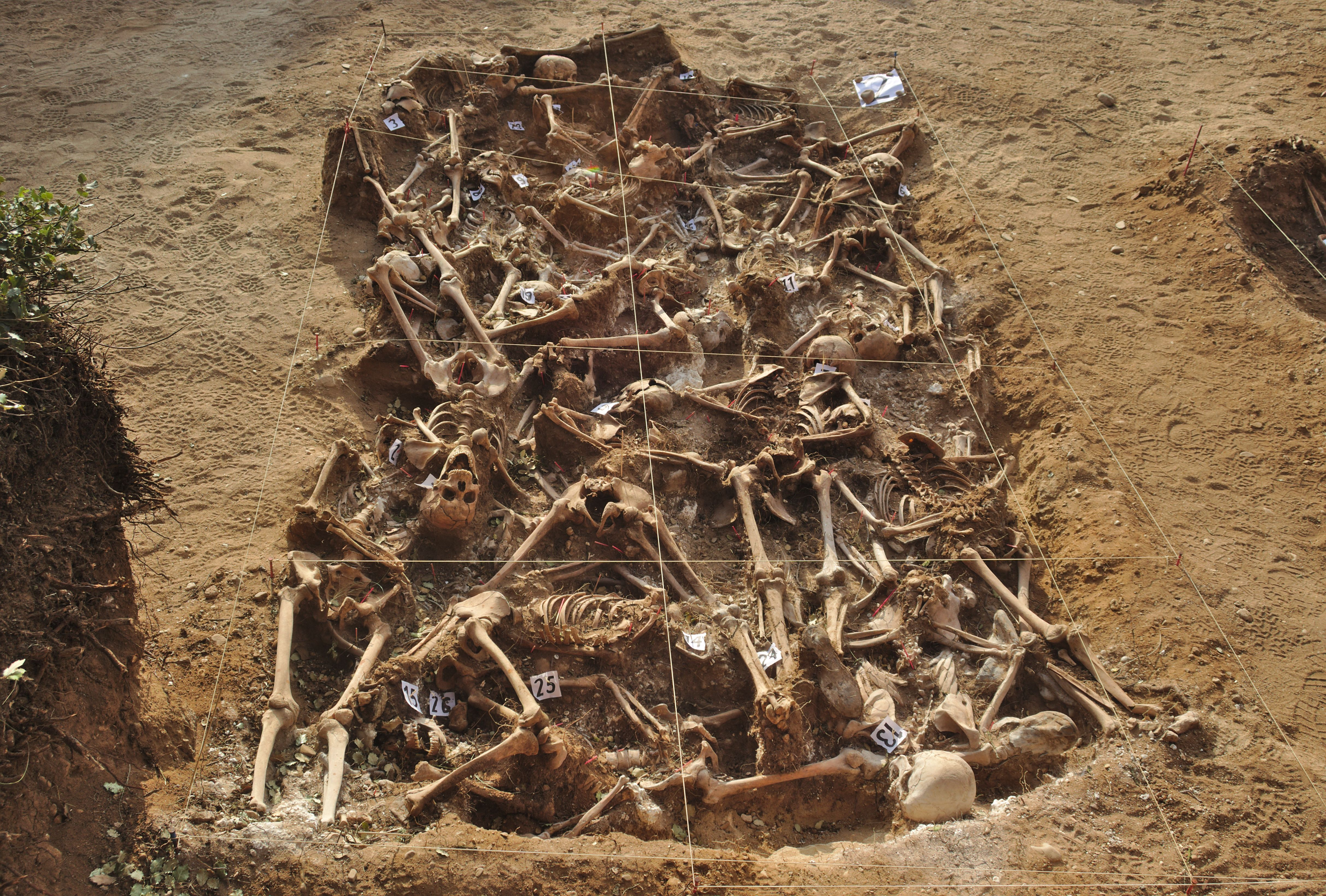
نگاره‌ای از یک گور دسته‌جمعی متعلق به ایام جنگ داخلی اسپانیا.

گور جمعی گوری که حاوی بقایای درهم ریختهٔ چند جسد یا بخش‌هایی از اجساد و گاه چند جسد کامل باشد.
هیچ تعریف دقیقی برای تعداد اجساد یک گورستان دسته‌جمعی وجود ندارد. ایجاد گورهای دسته جمعی در مقایسه با دفن معمولی اجساد کمی غیر معمول است، این روش تدفین در زمان وقایعی مانند جنگ، زلزله و … به دلیل نبود فرصت کافی برای اجرای تشریفات رسمی خاکسپاری و نیز حجم بالای اجساد و جلوگیری از فساد اجساد، استفاده می‌شود.
دفن دسته جمعی اجساد قبل از اختراع کوره آدم سوزی توسط یک شخص ایتالیایی به نام برنتی در سال ۱۸۷۳ بسیار معمول بود.